# Antônio Lebo Lebo
Antônio Lebo Lebo (Malanje, 29 maart 1977) is een Angolees voetballer die speelt als centraal verdediger bij Clube Recreativo Desportivo do Libolo een voetbalclub uit Angola. Hij speelt ook voor het Angolees voetbalelftal. Hij was ook geselecteerd voor het WK 2006 in Duitsland.

## Clubs
- 2003-2005 Sagrada Esperança
- 2005-2009 Atlético Petróleos Luanda
- 2009-... Clube Recreativo Desportivo do Libolo